# Rich Johnson
Pour les articles homonymes, voir Johnson.
Richard Lewis « Rich » Johnson, né le 18 décembre 1946 à Alexandria, en Louisiane, décédé le 15 juin 1994 à Vicksburg, dans l'État du Mississippi, est un ancien joueur américain de basket-ball. Il évolue durant sa carrière au poste de pivot.

## Palmarès
- Champion NBA en 1969 avec les Celtics de Boston